# Pietro Iannuzzi
Pietro Iannuzzi (Torino, 18 luglio 2006) è un cestista italiano.

## Palmares

### Nazionale
- Europei Under-20: 1

 Grecia 2025